# Ptilope hyogastre
Ptilinopus hyogastrus
Espèce
Synonymes
- Ptilinopus hyogastra
- Ptilinopus hyogaster

Statut de conservation UICN

 LC  : Préoccupation mineure
Le Ptilope hyogastre (Ptilinopus hyogastrus) est une espèce d’oiseau appartenant à la famille des Columbidae.
Cet oiseau est endémique des Moluques du Nord.